# Monastîrîha, Huseatîn
Monastîrîha (în ucraineană Монастириха) este un sat în comuna Mala Luka din raionul Huseatîn, regiunea Ternopil, Ucraina.

## Demografie
Componența lingvistică a localității Monastîrîha
     Ucraineană (99,66%)
     Alte limbi (0,34%)
Conform recensământului din 2001, majoritatea populației localității Monastîrîha era vorbitoare de ucraineană (99,66%), existând în minoritate și vorbitori de alte limbi.